# Pont Notre-Dame
Pont Notre-Dame – most w Paryżu, łączący bulwar Gesvres z bulwarem Corse. W przeszłości stanowił fragment głównej trasy łączącej północne i południowe części Paryża. Utracił tę funkcję po wielkiej przebudowie miasta w II połowie XIX wieku.
W starożytności w miejscu dzisiejszego mostu znajdowała się jedna z pierwszych przepraw przez Sekwanę. Została ona zniszczona w 886 w czasie ataku Normanów. Po odparciu ich ataku został zbudowany, na tym samym miejscu, kolejny most, który spłonął w czasie pożaru w 1406.
W 1413 z rozkazu Karola VI zbudowano kolejny most, pierwszy, który oficjalnie nosił współczesną nazwę. Jako materiału użyto drewna. Wzniesiono na nim około 60 domów dla rzemieślników, sprzedających swoje wyroby na Île de la Cité i w Les Halles. Most ten, razem z całą zabudową, uległ jednak kolejnemu pożarowi w 1499. Odbudowany ponownie w 1507 według projektu Jeana Joconde’a, był potężnym mostem, opartym na sześciu łukach i zarazem jednym z najpopularniejszych miejsc handlu (domy kupieckie wzniesiono ponownie). W 1660 most został przebudowany i udekorowany na powitanie przyszłej małżonki Ludwika XIV, Marii Teresy. W 1786 zabroniono dalszego budowania domów na moście i zniszczono już istniejące jako sprzeczne z zasadami higieny.
W czasie wielkiej przebudowy Paryża dawny most został rozebrany, a na jego miejscu postawiono zbliżony w konstrukcji pięcioprzęsłowy kamienny most. Swoiste spiętrzenie wody, jakie powstawało między Pont Notre-Dame a Mostem Wymiany, czyniło ten odcinek rzeki szczególnie trudnym w żegludze (35 wypadków barek i łodzi w latach 1891–1910), co sprawiło, że most Notre-Dame był określany potocznie jako „Diabelski Most”. By zapobiec wypadkom, w 1919 rozebrano starą kamienną konstrukcję i wzniesiono jednoprzęsłowy żelazny most według projektu Jeana Résala, który współpracował wcześniej przy budowach Mostu Aleksandra III i Pont Mirabeau. W nowej konstrukcji zachowane zostały dwa zewnętrzne przęsła a środkowe zastąpiono jednym żelaznym przęsłem, bogato zdobionym.
Łączna długość mostu wynosi 106 metrów, a jego szerokość – 20 m. Mieści się na nim dwunastometrowa szosa i dwa chodniki po 4 metry.

## Galeria

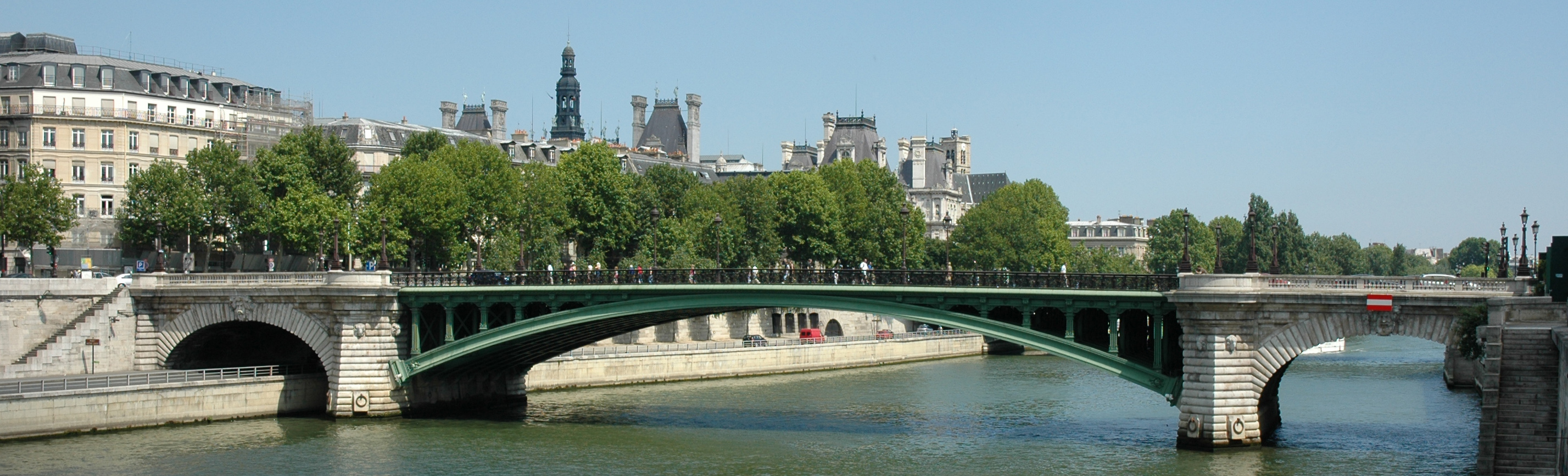
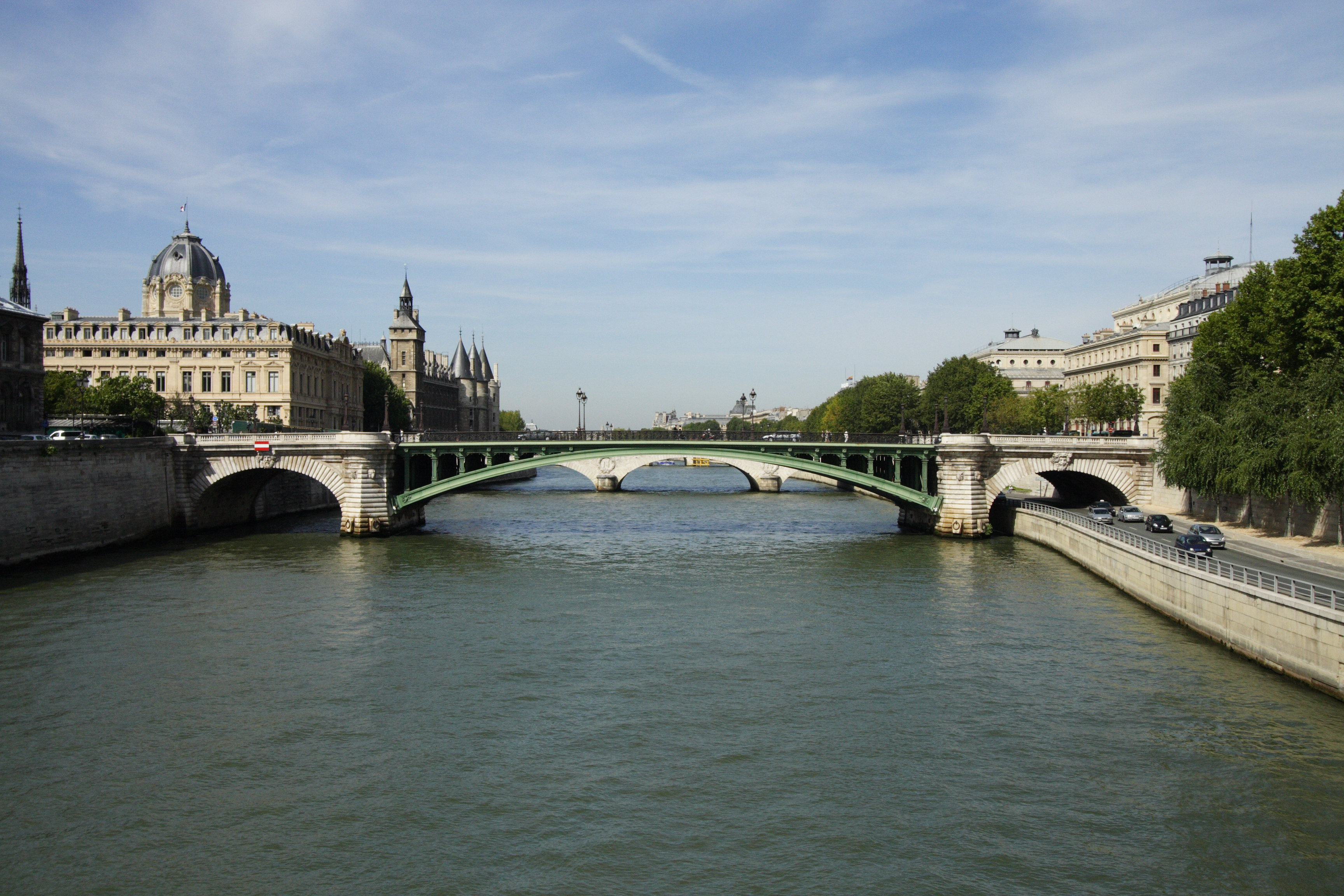
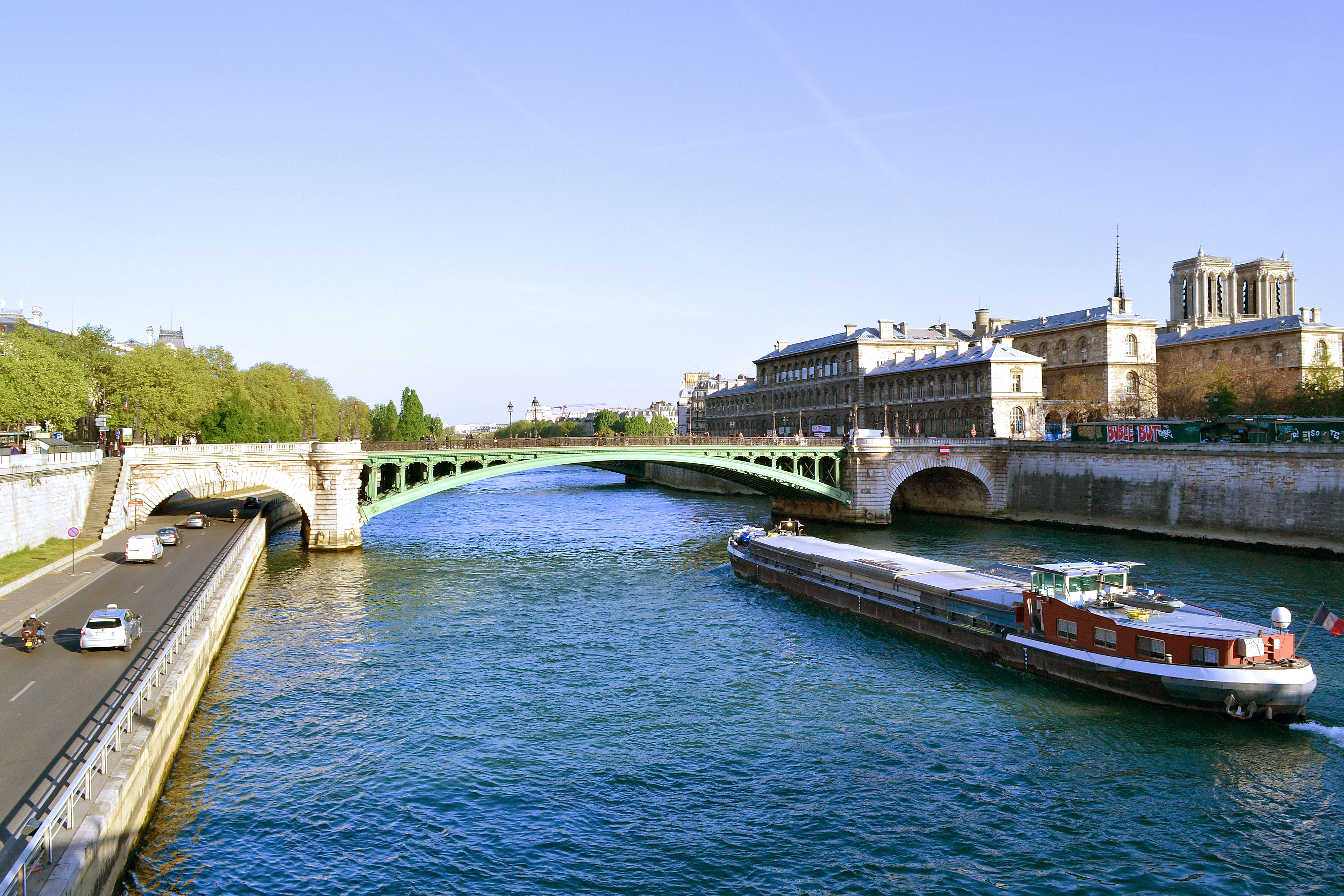
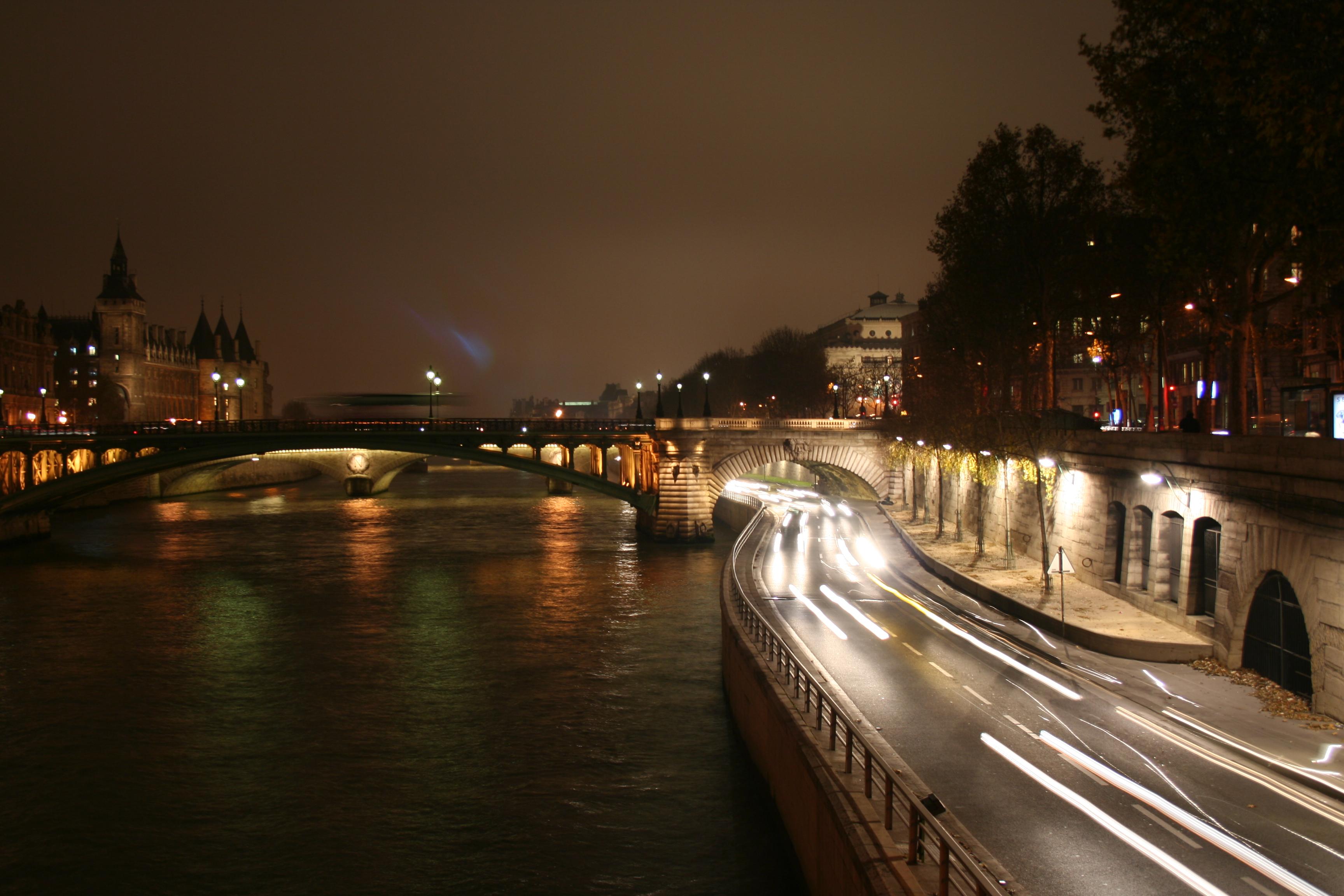
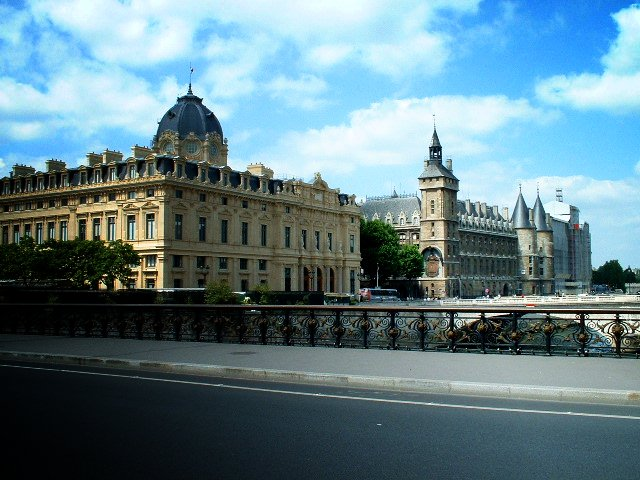
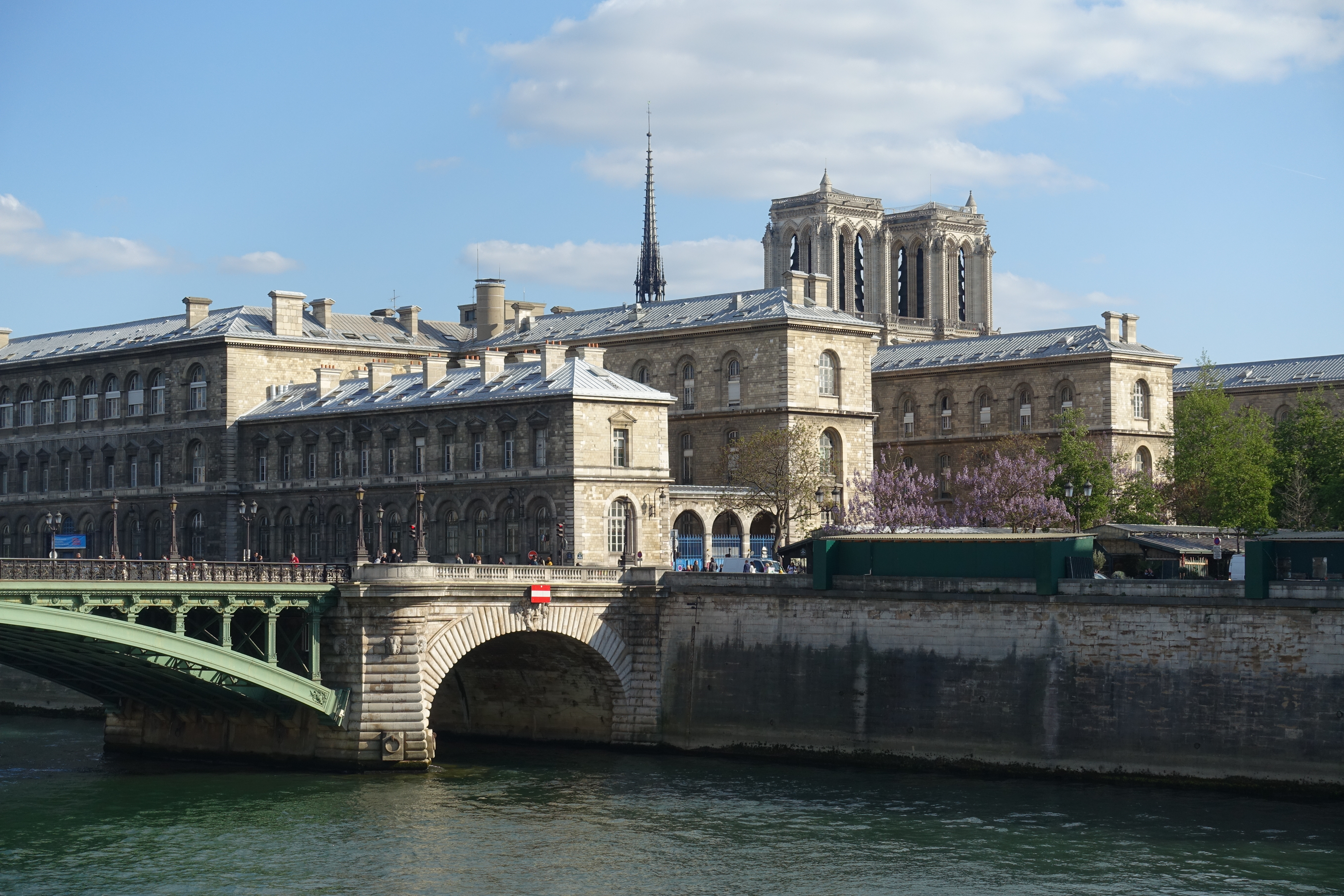
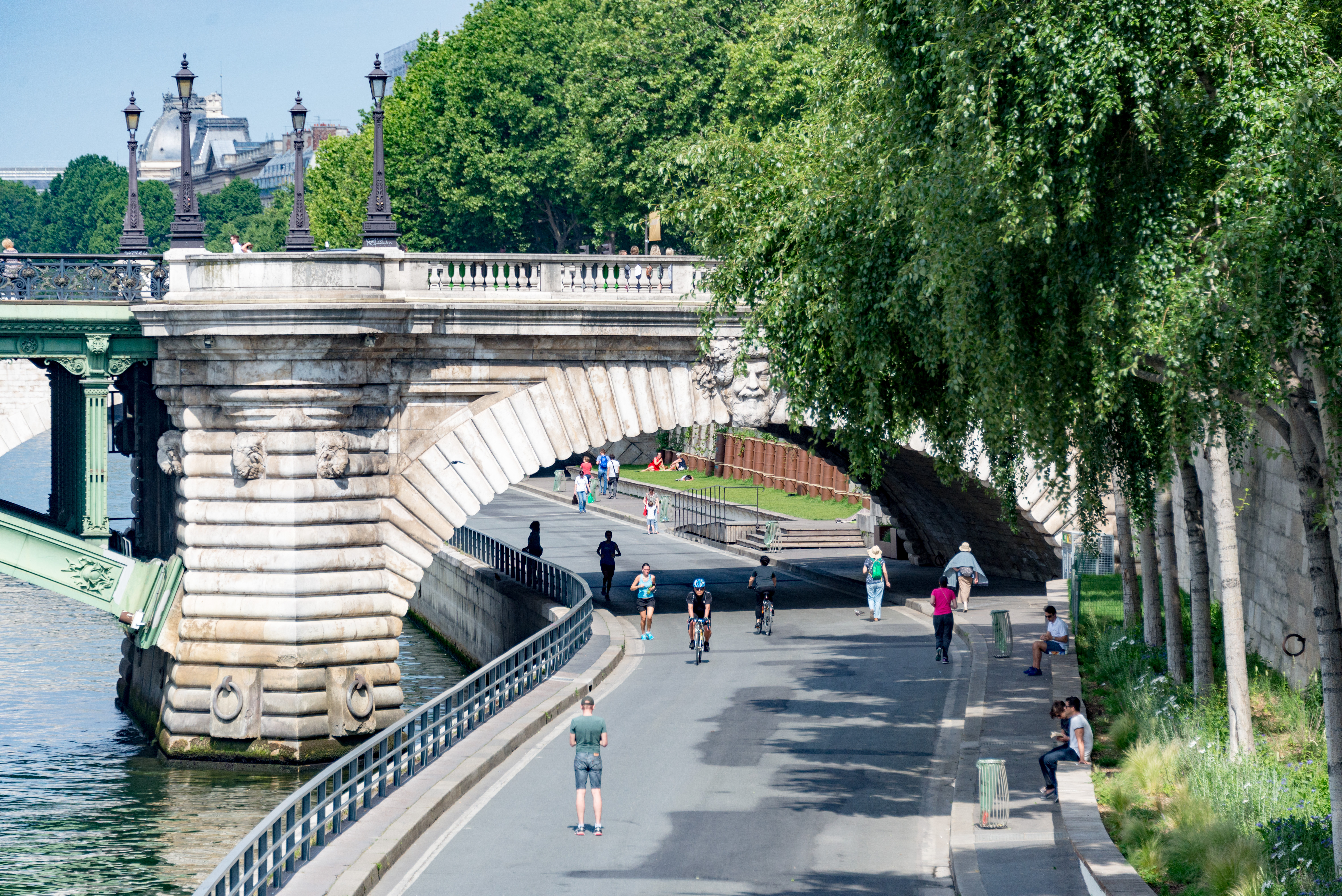
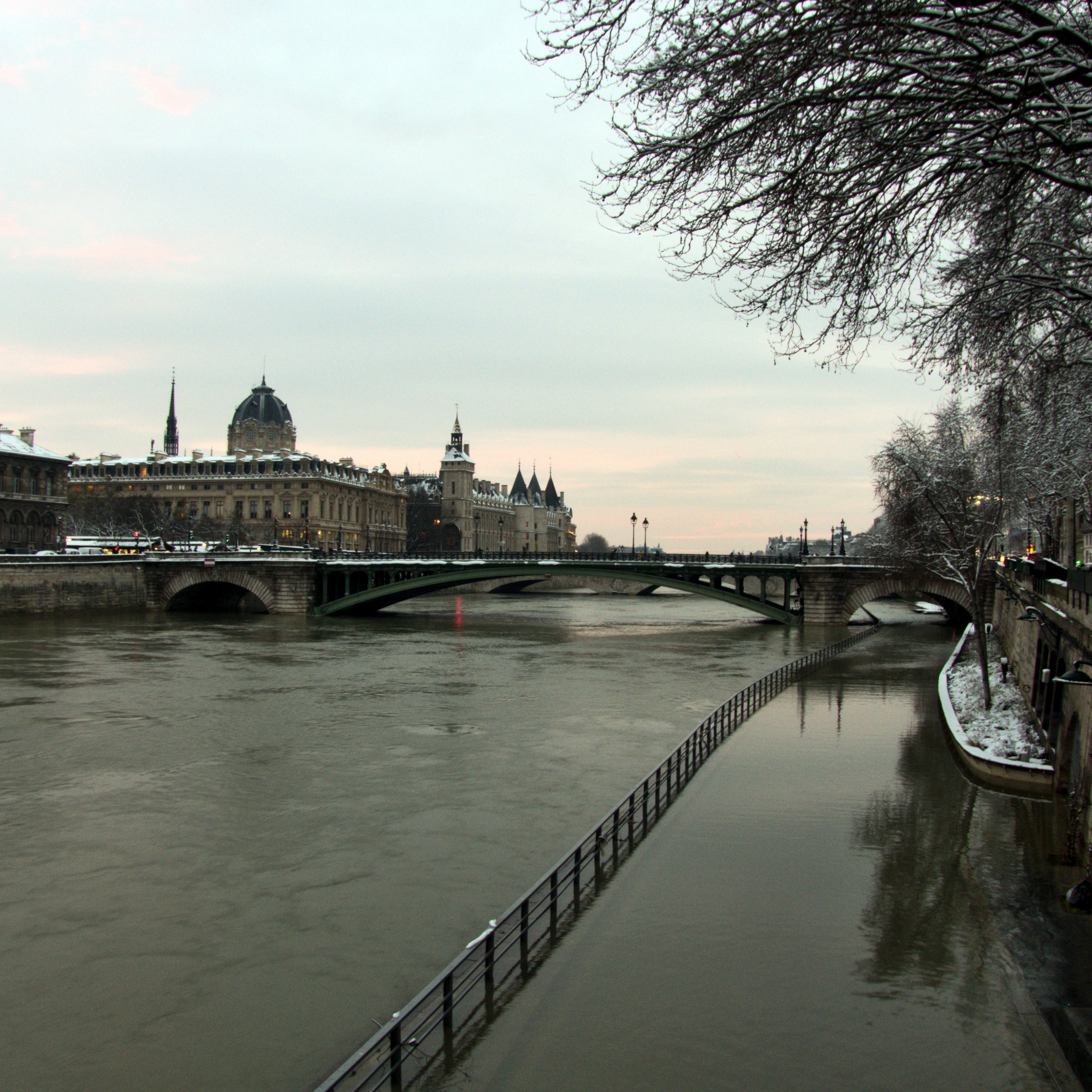